# Almazorre
Almazorre es una localidad española del municipio de Bárcabo, perteneciente a la provincia de Huesca, en la comunidad autónoma de Aragón. Está ubicada en la comarca del Sobrarbe.

## Geografía
El núcleo de Almazorre está dividido en dos barrios, separados por unos 300 metros. En el barrio alto se encuentra la iglesia parroquial, la antigua Abadía y el esconjuradero que ocupa el punto más elevado. En el barrio bajo, a los pies del monte, es donde se encuentran la mayor parte de las viviendas y los edificios de uso público y social como las antiguas escuelas, hoy local social; la herrería, o la ermita de la Esperanza, actual iglesia parroquial.
Almazorre se encuentra en el límite del parque natural de la Sierra y Cañones de Guara y en el parque cultural del río Vero, 29 km al sur de Aínsa. En el entorno de las localidades sobrarbesas de Almazorre, Bárcabo y Betorz, se extiende uno de los bosque de quejigos (Quercus cerrioides) más extensos e interesantes de la sierra de Guara. Ocupan las laderas de las sierras de Sevil y Asba orientadas al noreste, donde la humedad en el sustrato permanece más tiempo. Otras especies forestales como la carrasca o el pino silvestre también se dan cita en este sector norte de la sierra de Guara.

## Historia
Localidad perteneciente al municipio de Bárcabo que fue villa en 1200 y Lugar en 1785.
En noviembre de 1200 Jimeno Cornel y su mujer Sancha concedieron franquicia e inmunidad a los hombres de Almazorre.
El 10 de junio de 1462 Juan II de Aragón dio a Estebán Agramunt el lugar de Almazorre, que era de Luis Castany, rebelde al Rey.
En el siglo XVI era de Bernardo Bolea. De señorío secular (1785). Arcediano de Sobrarbe. Obispado de Huesca. Parroquia dedicada a san Agustín. Ermita de Nuestra Señora de Lanuez.
Evolución de la población: 6 fuegos(1488), 8 fuegos(1495), 8 fuegos(1543), 8 fuegos (1609), 3 fuegos (1646), 10 fuegos (1713), 6 vecinos (1717), 6 vecinos (1722), 6 vecinos (1787), 20 vecinos (1797).
A mediados del siglo XIX, el lugar tenía contabilizada una población de 84 habitantes. Aparece descrito en el segundo volumen del Diccionario geográfico-estadístico-histórico de España y sus posesiones de Ultramar de Pascual Madoz de la siguiente manera:

ALMAZORRE: l. de la prov. y dioc. de Huesca (10 leg.), part. jud. de Boltaña (4), adm. de rent. de Barbastro (6), aud. terr. y c. g. de Zaragoza: sit. en la pendiente de un cerro, resguardado de los vientos del N. por el collado llamado Cuello de Eripol; su clima no es de los mas sanos, reinan con frecuencia catarros remitentes é inflamaciones do pocho y vientre. No tiene ayunt. por sí, y concurre á formar el de Eripol, con los vec. de este pueblo y los de Hospitaled, residiendo el alc. un año en cada uno de los tres pueblos. Tiene 6 casas de 30 palmos de altura poco mas ó menos, separadas la una de la otra, y en el centro una plaza mucho mas larga que ancha: una igl. parr. bajo la advocacion de San Agustin, servida por un cura de cuarta clase, que se titula vicario, y lo nombra el rector de la parr. de Eripol, y en su defecto el diocesano: el cementerio ocupa un local bien ventilado. Fuera del pueblo á corta dist., se halla una abundante fuente de buenas aguas para el surtido del vecindario: para los usos domésticos y abrevadero de los ganados, se sirven del r. Vero que corre á temporadas como á dist. de 1/2 cuarto de hora de la pobl. Algo mas apartada que la fuente se encuentra la ermita de Ntra. Sra. de la Nuez, á donde salen en romeria los hab. de todo aquel contorno el lúnes de la Pascua de Pentecostés. Confina el térm. por el N. con el de Arcusa (2 horas), por el E. con el de Eripol (1/2), por el S. con el de Barcabo (1), y por el O. con el de Belorza igual dist. El terreno por lo general es desigual, flojo, pedregoso y mas de la mitad incultivable por su mala calidad: las tierras que se riegan con las aguas del r. arriba mencionado, son muy pocas, y en ellas crecen algunos frutales: en el monte no hay bosques de árboles útiles para el maderage; los que existen solo crian robles pequeños, romero, boj, y pocas yerbas de pasto. Los caminos son locales y se hallan en bastante buen estado. Prod.: trigo, centeno, vino, legumbres, hortaliza, patatas, cáñamo, y frutas de la especie de peras, manzanas, melocotones y todo lo necesario para el consumo; cria ganado lanar y cabrio, caza de perdices y conejos; algun lobo y zorra. Pobl.: 9 vec., 6 de ellos de catastro, 84 alm. contr.: 1,913 rs. 4 mrs.
(Madoz, 1845, p. 89)

## Patrimonio
Uno de los edificios más interesantes se encuentra en la zona alta, a pocos metros al sur del templo de San Esteban, junto a la iglesia. Se trata del esconjuradero, pequeño edificio de planta cuadrangular, en cuyos muros se abren vanos orientados a los cuatro puntos cardinales y desde los que se lanzarían los conjuros para deshacer las tormentas. La cúpula de falsa bóveda del esconjuradero cubre con lajas perfectamente dispuestas. Al lado de la iglesia están los restos de la antigua casa abacial.

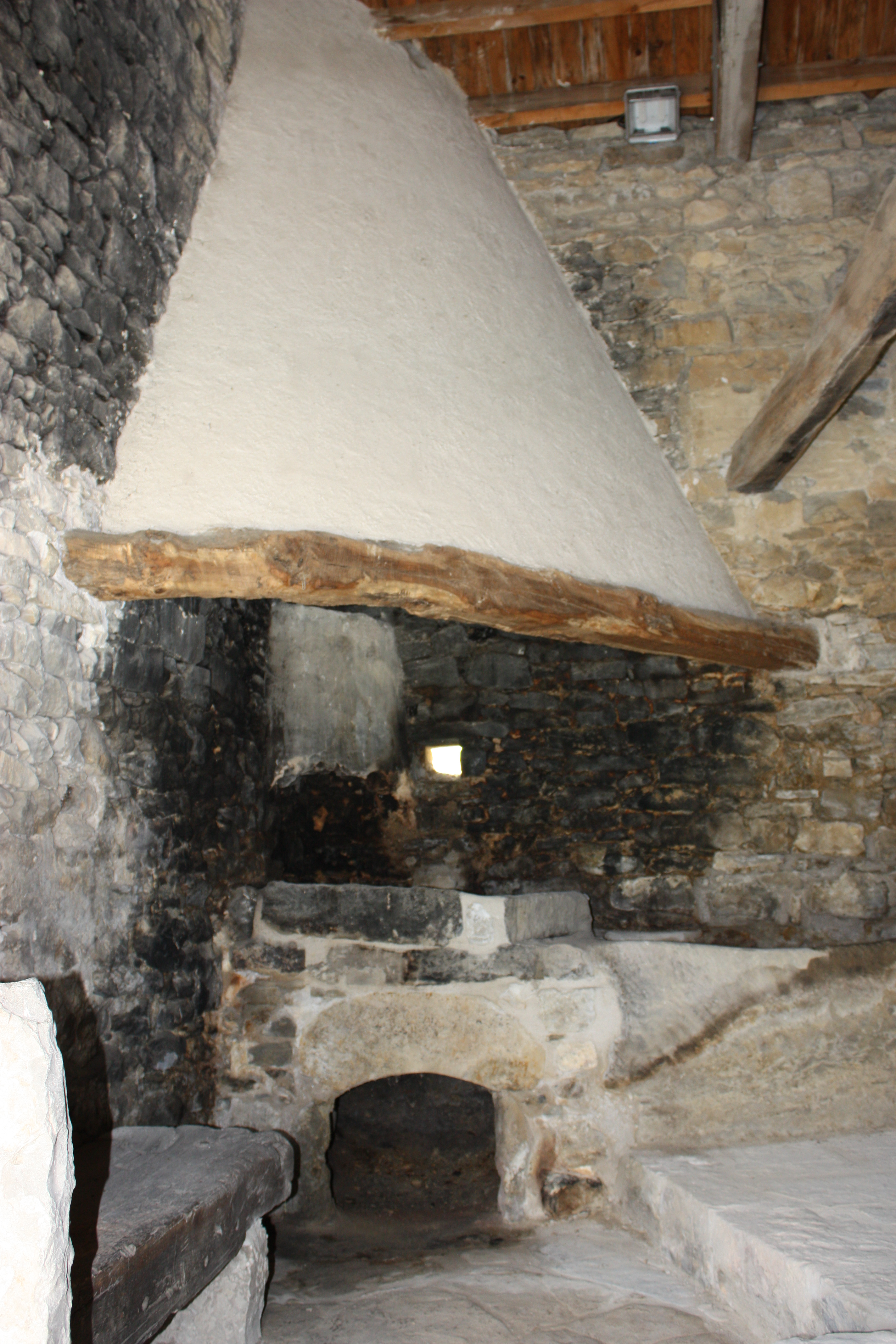
Herrería de Almazorre

Almazorre mantiene la traza original de sus calles, fruto de un urbanismo práctico y espontáneo, habitual en estas pequeñas localidades. Existen numerosas viviendas que conservan la arquitectura tradicional de la zona, a base de piedra y tejados de losa. Al sur de la localidad junto al río se encuentra un molino de aceite y otro de harina, además de un horno de tejas, todo el conjunto se conserva en perfecto estado.

### Castillo medieval de Azaba
En la zona en que confluye el Vero con el barranco de las Pilas se ubica sobre un espolón rocoso el castillo de Azaba. Se aprecian algunos detalles de lo poco que subsiste de esta fortificación dedicada a guardar las rutas que transcurrían siguiendo el Vero y que en sentido ascendente conducen hacia Arcusa, Buil y Boltaña. La torre, de pequeñas dimensiones, unos 5 m, es de planta pentagonal. Es de hacia mediados del siglo XI. A unos 30 metros al este de la misma quedan restos de una pequeña iglesia de fábrica posterior, hacia mediados del siglo XII. Se puede datar en torno a 1050-1060 y tras la conquista de Alquezar cayó en manos cristianas. Este castillo se cita por primera vez en 1157 en la Colección Diplomática de San Victorián.

### Ermita de la Esperanza
La ermita de La Esperanza se compone se sala rectangular con puerta adovelada al sur. Es de tipología popular y fue objeto de reparaciones en el siglo XVIII (1786)

### Cueva de la Carrasca
Se encontraron restos de la Edad de Bronce.

### Dolmen de las Balanzas
Monumento megalítico que avala la existencia de pobladores en aquella época. Se trata de un dolmen cuya cronología data del III milenio a. C. (Neolítico-Eneolítico). Se cuenta que su denominación proviene de un tiempo en el que la losa superior se mantenía en un precario equilibrio. Se emplaza en un lugar de gran interés paisajístico, al hallarse en la cabecera del río Vero y en medio de un denso carrascal, a lo que se suma la gran cantidad de cuevas y abrigos con pinturas rupestres.